# 内省
內省 (Introspection)是對自己有意識的思想和感覺的檢查。 在心理學上，內省的過程依賴於對一個人心理狀態的觀察，而在靈性環境中，它可能是指對一個人的靈魂的檢查。 內省與人類的自我反省和自我發現密切相關，並與外部觀察形成對比。
內省通常提供對自己心理狀態的特權訪問，不受其他知識來源的中介，因此個人的心理體驗是獨一無二的。內省可以確定任何數量的心理狀態，包括：感官、身體、認知、情緒等。 
幾千年來，內省一直是哲學討論的主題。哲學家柏拉圖問道：“……為什麼我們不應該冷靜而耐心地回顧自己的思想，徹底檢查並了解我們內心的這些現象究竟是什麼？” 雖然內省適用于哲學思想的許多方面，但它也許最著名的是它在認識論中的作用；在這種情況下，內省通常與作為知識來源的感知、推理、記憶和證詞相提並論。
在心理学中，内省也是心理学基本研究方法之一。心理学中的内省法又称“自我观察法”，它是发生在内部的，我们自己能够意识到的主观现象，也可以说是对于自己的主观经验及其变化的观察。正因为它的主观性，内省法一直是心理学界有争议的一个话题，争论的焦点在于它是否客观，是否可靠。